# Pflugerville (Teksas)
Pflugerville je grad u američkoj saveznoj državi Teksas. Prema popisu stanovništva iz 2010. u njemu je živjelo 46.936 stanovnika.